# Résolution 864 du Conseil de sécurité des Nations unies
Membres permanents
- Chine
- États-Unis
- France
- Royaume-Uni
- Russie

Membres non permanents
- Brésil
- Cap-Vert
- Djibouti
- Espagne
- Hongrie
- Japon
- Maroc
- Nouvelle-Zélande
- Pakistan
- Venezuela

Résolution no 1505 Résolution no 1507
La résolution 864 du Conseil de sécurité des Nations Unies, adoptée à l'unanimité le 15 septembre 1993, après avoir réaffirmé les résolutions 696 (1991), 747 (1992), 785 (1992), 793 (1992), 804 (1993), 811 (1993), 823 (1993), 834 (1993) et 851 (1993), a noté la situation persistante en Angola et a ensuite condamné et imposé des sanctions internationales à l'encontre de l'UNITA. Elle prolonge également le mandat de la Mission de vérification des Nations unies en Angola II.

## Résolution
Le Conseil de sécurité a exprimé sa préoccupation face à la détérioration de la situation politique, militaire et humanitaire en Angola et au fait que, malgré toutes les résolutions et tous les efforts antérieurs, les pourparlers de paix ont été suspendus et aucun cessez-le-feu n’est en vigueur. Un soutien a été apporté aux efforts du Secrétaire général et de sa Représentante spéciale, Margaret Anstee, pour contribuer à résoudre la guerre par la négociation. Les Nations Unies continueront donc d’être présentes en Angola afin d’assurer la pleine mise en œuvre des accords de paix.

### Situation sur place
La position du gouvernement angolais visant à résoudre le conflit de manière pacifique a été saluée, tandis que l'UNITA s'est vu rappeler d'accepter les résultats des élections de 1992. L'UNITA a également été condamnée pour ses actions militaires et ses tentatives de s'emparer de territoires qui ont causé des souffrances à la population civile et à l'économie angolaise, le Conseil exigeant que toutes ces actions cessent. Les attaques de l'UNITA contre le personnel humanitaire des Nations Unies, en violation du droit international humanitaire, ont été condamnées, et l'UNITA et le Gouvernement angolais ont été exhortés à assurer la sécurité du personnel d'UNAVEM II et des autres personnels humanitaires. Le Conseil a également réitéré sa demande à l'UNITA de libérer tous les otages étrangers qu'elle détient contre leur volonté.

### UNAVEM II
La résolution a prolongé le mandat en cours de la Mission de vérification des Nations Unies en Angola II (UNAVEM II) jusqu'au 15 décembre 1993. En cas de progrès significatifs dans le processus de paix, sa présence serait renforcée.

### Régime de sanctions internationales

#### Mesures imposées
Le Conseil a continué à condamner fermement l’UNITA, tenant ses dirigeants responsables du non-respect des résolutions précédentes du Conseil de sécurité. À cet égard, elle a déterminé que les actions de l’UNITA et la situation en Angola constituaient une menace pour la paix et la sécurité internationales et a imposé des sanctions à l’UNITA en vertu du Chapitre VII de la Charte des Nations Unies. Par conséquent, dans les 10 jours suivant l’adoption de la présente résolution, les mesures suivantes entreront en vigueur, à moins que le Secrétaire général n’annonce qu’un cessez-le-feu est en vigueur et qu’un accord sur la mise en œuvre de la paix et des résolutions des Nations Unies a été conclu. Si le cessez-le-feu ou les accords n’étaient pas respectés, les sanctions seraient réimposées et entreraient en vigueur immédiatement. Il était interdit à tous les pays de vendre des armes, du pétrole et des produits connexes à l’UNITA, à l’exception de certains endroits déterminés par le gouvernement angolais, nonobstant tout accord, engagement, contrat ou licence international. Des poursuites seront engagées contre toute personne ou entité violant la résolution.

#### Comité des sanctions
Un Comité des sanctions, organe subsidiaire du Conseil de sécurité a ensuite été créé pour surveiller la mise en œuvre de la résolution 864. Ses fonctions étaient les suivantes :
a) examiner les rapports du Secrétaire général;
b) demander aux pays des informations complémentaires sur les mesures qu’ils prennent pour mettre en œuvre la résolution 864 ;
c) examiner les informations concernant les violations des sanctions ;
d) établir des rapports périodiques sur les violations et la mise en œuvre de la résolution 864 ;
e) élaborer des lignes directrices qui facilitent les exportations.
Le Conseil a demandé à tous les États de faire rapport au Secrétaire général, avant le 15 octobre 1993, sur les mesures qu’ils avaient adoptées, en fournissant toute l’assistance nécessaire au Comité. L'édictions de mesures supplémentaires, notamment des interdiction de voyager et des mesures commerciales, serait envisagée si aucun cessez-le-feu n’avait été convenu et si les accords de paix n’étaient pas mis en œuvre, ou révisée si l’accord et le cessez-le-feu avaient été appliqués.

### Rapport de mise en œuvre
La résolution se concluait en demandant au Secrétaire général Boutros Boutros-Ghali de lui faire rapport sur sa mise en œuvre et sur d’autres faits nouveaux d’ici le 1er novembre 1993 et le 15 décembre 1993, y compris sur les recommandations concernant le rôle futur des Nations Unies dans le processus de paix.

## Voir également
- Guerre civile angolaise
- Mission de vérification des Nations Unies en Angola III
- Sanctions internationales
- Système de certification du processus de Kimberley
- Liste des résolutions du Conseil de sécurité des Nations unies sur l'Angola